# Завида
Завида (прва половина 12. века) је био отац хумског кнеза Мирослава и један од српских великаша. Пошто се кнез Мирослав у изворима помиње као брат великог жупана Стефана Немање, у историографији се претпоставља да је Завида био и Немањин отац, а самим тим и отац остале Мирослављеве и Немањине браће, великог жупана Тихомира и кнеза Страцимира, али по свим тим питањима има и другачијих гледишта, тако да се поменута питања у науци и даље сматрају отвореним. Претпоставља се да је Завида припадао династији Вукановића, а такође се сматра да је по женској линији био у сродству са династијом Војислављевића, која је у то доба владала Дукљом.
Само име Завида спада у заштитна имена, која су деци давана првенствено ради останка у животу и доброг здравља, те се стога претпоставља да је Завида добио то име због тога што се његова породица претходно суочавала са губитком новорођене деце, што је управо у средњовековним временима била веома честа појава, услед велике смртности.

## Извори о Завиди
У запису о настанку Мирослављевог јеванђеља са краја 12. века, као отац кнеза Мирослава изричито се помиње Завида, пошто се каже да је рукопис намењен "кнезу великославному Мирославу сину Завидину". Поред тога, у ктиторском натпису на Цркви светих апостола Петра и Павла у Бијелом Пољу, хумски кнез Мирослав се такође помиње као Завидин син, пошто се каже да је цркву подигао "син Завидин а именом раб Божији Стјепан Мирослав кнез хумски". Поменути извори поуздано сведоче да је Завида био отац кнеза Мирослава, што је прихваћено и у науци.
Поред поменутих историјских извора првог реда, неки недовољно одређени или недовољно поуздани подаци постоје и у појединим изворима из познијих времена.
Тако се у Житију деспота Стефана Лазаревића од Константина Костенечког поводом Немањиног порекла помиње да "Ликиније беше далматијски господин, родом Србин, и роди од Константије сина Белу-Уроша, а Бела-Урош роди Техомила, а Техомил роди светога Симеона", што би значило да је као Немањин отац у том низу означава Техомил, али поједини научници су поводом веома великог временског распона између Лицинија и Немање указали на могућност да је писац житија посегао за сажимањем поколења, што би значило да је Техомил на том месту могао бити поменут не само као Немањин непосредни родитељ (отац), већ и као даљи предак.
Слично томе, у разним српским родословима и летописима помиње се и Завида, најчешће као син Техомила и брат Немање и Страцимира, али без додатних података који би омогућили поуздана тумчења, тако да су управо поводом родословних и летописних помена Завиде у историографији изношене бројне претпоставке.

## Извори о Немањином оцу
Стара српска житија помињу Немањине родитеље, али на веома неодређен начин, без изричитог навођења њихових имена, што је представљало велики изазов за састављаче познијих српских родослова и летописа, а потом и за историчаре, који су покушали да проникну у разлоге због којих су имена Немањиних родитеља остала незбележена.
Тако је у Житију Светог Симеона од Стефана Првовенчаног забележено да је Немањин отац, чије име није поменуто, изгубио земљу услед сукоба са браћом, након чега је из средишњих српских области пребегао у своју родну Дукљу ("да су родитељу његову браћа му завишћу одузели земљу, а он изиђе из буна њихових у место рођења својега, по имену Диоклитија"). Према даљем казивању истог житија, ту му се родио син Немања, у месту Рибници (данас околина Подгорице). Поред тога, Стефан Првовенчани пише да је Немања био крштен два пута, прво у месту рођења, по латинском обреду, а потом и други пут по обреду источне, православне цркве када се његов отац вратио на столно место. Пошто се ово столно место налазило у Расу, неки истраживачи сматрају да је Немањин отац био српски велики жупан.
У неким позним изворима садржани су и сасвим другачији подаци. Тако се у Летопису Попа Дукљанина помиње, поводом збивања из средине 12. века, да је кнежевић Драгихна побегао у Драч заједно са своја четири сина: Првошем, Грубешом, Немањом и Сирком (лат. Dragichna vero cum quatuor filiis suis Prevoscio, Grubessa, Nemana et Sirac evasit et fugit Dyrrachium). Полазећи од тог податка, поједини истраживачи (Константин Николајевић) су сматрали да је Немањин отац био управо Драгихна.
Насупрот томе, дубровачки хроничар Мавро Орбини је 1601. године као Немањиног оца означио великог жупана Десу, а том податку су поверење поклонили и неки потоњи истраживачи, почевши од Јакова Лукаревића, преко Ивана Томка Мрнавића, до Шарла Дифрена.
Немањин отац је имао и најмање једну ћерку, пошто се управо Немања и његова браћа помињу као ујаци (лат. ab avunculis) последњег дукљанског кнеза Михаила III Војислављевића у писму које је барски бискуп Григорије око 1183. или 1184. године послао у Сплит, тамошњем канонику и папском легату Гвалтерију, што би значило да је Немањина сестра била удата за Михајловог оца.

## Претпоставке
У историографији постоје разне претпоставке о пореклу и идентитету Немањиног оца. Полазећи од чињенице да се Немањин најстарији син звао Вукан, разни истраживачи су сматрали да је Немања свом првенцу наденуо име по сопственом оцу или деди, односно по неком даљем или славном претку или сроднику. Полазећи од те претпоставке, Љубомир Ковачевић (1900) и Тибор Живковић (2006) су сматрали да је Немањин отац био син великог жупана Вукана I. На другој страни, Станоје Станојевић (1930) је сматрао да је Немањин отац био син Вукановог синоваца Стефана Вукана, који се у византијским изворима помиње поводом догађаја из 1094. године.
На другој страни, пољски историчар Јан Лесни (1989), и амерички медиевиста Џон Фајн (1994) претпостављали су да је Немањин отац Завида био син српског великог жупана Уроша I.
Посебну пажњу поменутим питањима поклонио је Тибор Живковић, који је у разним радовима настојао да докаже да је Немањин отац био управо Завида. Поред тога, Живковић је сматрао да је Завида био велики жупан и то у два наврата, претпостављајући да је у Србији први пут завладао већ око 1112. године, непосредно по смрти свог оца Вукана, али је временом био свргнут и протеран од стране Уроша I, свог брата од стрица. Живковић је Завидин повратак "на столно место" покушао да интерпретира у светлу византијско-угарских борби за примат на Балкану. Из списа византијског историчара Јована Кинама, познато је да је цар Јован II Комнин око 1122/3. године повео велики поход против Печенега. Живковић је тим поводом претпоставио да је један део византијске војске послат у Рас, где је помогао Завиди да се врати на власт. Позни Летописа Попа Дукљанина бележи да су и Уроша свргли његови сродници, након чега је заточен, па касније ослобођен и враћен на власт, око 1126/7. године. Отприлике у то време је на територију царства пребегао Алмош, стриц угарског краља Стефана II. Алмош је у Византији поново крштен, овога пута по православном обреду, добивши име Константин и поставши византијски кандидат за угарски трон, те је рема Живковићу на сличан начин могао поступити и Завида, који је зарад приближавања Византији јавно поспешио друго крштење Стефана Немање. Како Јован II Комнин није хтео да угарском краљу изручи Алмоша, Стефан II је 1126. године извео упад на територије под византијском контролом, што је био увод у отворени угарско-византијски рат 1127—1129. године. По подацима из дела Gesta Hungarorum, угарска војска је том приликом заробила и са собом одвела и неименованог српског жупана. Живковић је у том жупану видео Завиду, што би значило да је његова друга владавина трајала од 1122/3. до 1126. године. Исто тако, сродници који су свргли Уроша I могла су бити четири брата Завидовића: Тихомир, Страцимир, Мирослав и Немања.
Истим питањима је додатну пажњу обратио и историчар уметности Живојин Андрејић, који је у разним радовима настојао да преиспита досадашња гледишта о Немањиним родитељима, њиховом пореклу и родбинским односима.